# Yomara Hinestroza
Yomara Hinestroza (Pradera, 20 de mayo de 1988) es una atleta colombiana de pruebas de velocidad. Representó a Colombia en los Juegos Olímpicos de Pekín 2008  y Londres 2012.

## Marcas personales
| Fecha                  | Distancia | Lugar            | Marca |
| ---------------------- | --------- | ---------------- | ----- |
| 19 de julio de 2008    | 100 m     | Bogotá, Colombia | 11.34 |
| 3 de diciembre de 2004 | 200 m     | Bogotá, Colombia | 23.37 |